# Ожинна
Ожинна (пол. Ożenna) — лемківське село у Ясельському повіті Підкарпатського воєводства Республіки Польща. Територія входить до гміни Кремпна.

## Розташування
Лежить у Низьких Бескидах над річкою Рияк — правою притокою річки Віслока.
Через село проходить воєводська дорога № 992, яка закінчується колишнім прикордонним переходом Ожинна—Нижня Полянка. 17 км до центру гміни Крампної і 36 км до повітового центру Ясло.

## Історія

Церква св. Василія, збудована у 1867 р., зруйнована у 1953 році.

В 1581 р. село було власністю за волоським правом Миколая Стадницького гербу Шренява, належало до парохії Граб, у селі було 3 господарства і лан солтиса.
18 червня (6 за старим стилем) 1849 року для придушення угорського заколоту зі Змигорода на Бартфельд повз село пройшли основні російські війська під командуванням генерал-лейтенанта Бушена (дванадцята піхотна дивізія, шість саперних рот, три сотні козаків, Донська батарея, австрійська ракетна батарея і Вознесенський уланський полк) і штаб Головнокомандувача Паскевича, наступного дня — резерв під командуванням генерала від інфантерії Чеодаєва. 
В 1868 р. збудовано дерев'яну церкву св. Василія Великого (зруйнована в 1953 р.). У 1886 році проживало 322 жителі (греко-католики).
Після боїв Першої світової війни в 1915 р. залишилося 3 військові цвинтарі.
Тилявська схизма не торкнулася села, станом на 1936 рік в селі проживало 334 греко-католики.
Під час Другої світової війни в селі було чисто лемківське населення — всі 360 українці.
До 1945 р. в селі була греко-католицька церква парохії Граб Дуклянського деканату, до якої також входила і Вишеватка. Метричні книги провадились від 1784 р.
Село було дуже знищене під час Другої світової війни, оскільки входило до німецької оборонної лінії. У 1945 році частину мешканців села було переселено на схід України, а решту (72 особи) 29 травня 1947 р. в результаті операції «Вісла» було депортовано на понімецькі землі Польщі, на їх місце були поселені поляки. У 1950-х роках землі обробляв Польський сільськогосподарський кооператив. У 1970-х роках у рільничому господарстві працювали в'язні.